# Kiira Korpi
Kiira Linda Katriina Korpi (Tampere, 26 september 1988) is een Finse kunstschaatsster. Korpi is actief als soliste en wordt gecoacht door Maaret Siromaa en Susanna Haarala.
Internationaal won ze driemaal een medaille bij de Europese kampioenschappen kunstschaatsen. In 2007 en 2011 werd ze beide keren derde, in 2012 tweede. In 2008 en 2011 behaalde ze haar hoogste positie bij de wereldkampioenschappen, ze werd beide keren negende. Ze nam tweemaal deel aan de Olympische Winterspelen, in 2006 werd ze 16e en in 2010 eindigde ze als 11e.
Nationaal werd ze bij de senioren in 2009, 2011, 2012 en 2013 kampioene, in 2005, 2008 en 2010 tweede en in 2006 derde.

## Persoonlijke records
| records             | punten | datum      | toernooi       |
| ------------------- | ------ | ---------- | -------------- |
| Hoogste totaalscore | 177.19 | 10-11-2012 | Rostelecom Cup |
| Hoogste korte kür   | 064.26 | 22-01-2010 | EK             |
| Hoogste vrije kür   | 115.64 | 10-11-2012 | Rostelecom Cup |

## Belangrijke resultaten
| Kampioenschap           | 02/03  | 03/04 | 04/05  | 05/06 | 06/07 | 07/08  | 08/09 | 09/10  | 10/11 | 11/12  | 12/13 | 13/14 | 14/15  |
| ----------------------- | ------ | ----- | ------ | ----- | ----- | ------ | ----- | ------ | ----- | ------ | ----- | ----- | ------ |
| Olympische Spelen       |        |       |        | 16e   |       |        |       | 11e    |       |        |       |       |        |
| Wereldkampioenschap     |        |       |        | 10e   | 14e   | 9e     |       | 19e    | 9e    |        |       |       | 31e    |
| Europees kampioenschap  |        |       | 13e    | 6e    | Brons | 5e     | 5e    | 4e     | Brons | Zilver |       |       | t.z.t. |
| Nationaal kampioenschap |        |       | Zilver | Brons | 4e    | Zilver | Goud  | Zilver | Goud  | Goud   | Goud  |       | Goud   |
| WK Junioren             | 19e    | 16e   | 10e    |       |       |        |       |        |       |        |       |       |        |
| NK Junioren             | Zilver | Goud  |        |       |       |        |       |        |       |        |       |       |        |